# Norwegische Musikcharts
Die offiziellen norwegischen Musikcharts werden von IFPI Norwegen unter dem Namen Topplista veröffentlicht.

## Geschichte
Ab 1958 veröffentlichte die norwegische Tageszeitung Verdens Gang (VG) die Chartliste Ti på topp (deutsch Zehn an der Spitze) mit den zehn am meisten verkauften Singles der Woche. Die Chartliste erhielt mit der Zeit den Namen VG-lista. Ab 1967 wurden auch Alben aufgenommen. Seit 2011 erfolgt die Erhebung der Daten durch das Unternehmen Ranger Charts.
Im Jahr 2018 ging IFPI Norwegen dazu über, die Charts unter dem Namen Topplista auf einer eigenen Website zu veröffentlichen. Parallel dazu wurden sie auch weiter von der VG publiziert.
Am 4. April 2025 kam es erneut zu einer größeren Änderung, als die Zusammenarbeit mit der zu Schibsted gehörenden Zeitung VG beendet wurde. Stattdessen ging IFPI Norwegen eine Kooperation mit der Nettavisen, einer Onlinezeitung des norwegischen Medienkonzerns Amedia, sowie mit Bauer Media ein. Die Chartliste erhielt zudem eine eigene Radioshow bei NRJ. Mit der Änderung ging eine Ausweitung der Chartlisten von einer Top 40 zu einer Top 100 einher.
Ende April 2025 wurde angekündigt, dass zukünftig in Zusammenarbeit mit dem Musikpreis Spellemannprisen monatlich auf Basis der Single- und Radiocharts ein „Lied des Monats“ gekürt werden solle. Die zwölf Lieder des Monats eines Jahres bilden zum Jahresende die Nominierungen für die Spellemann-Kategorie „Lied des Jahres“.

## Charts
- Single (Top-100-Singlecharts)
- Album (Top-100-Albumcharts)
- Radio (Top-100-Airplaycharts)
- Norwegische Singles (Top-50-Singlecharts)
- Norwegische Alben (Top-50-Albumcharts)
- Physische Verkäufe (Top 10)

## Belege
1. 1 2  Pål Nisja Wilhelmsen: Fire norske nykommere på Norges offisielle hitliste. In: Nettavisen. 18. April 2025, abgerufen am 27. April 2025 (norwegisch).
2. ↑  Who we are. Ranger Charts, abgerufen am 26. Juli 2022 (englisch).
3. 1 2  Philip Haglund, Tuva Mathilde Løland: Topplista får ny drakt: Nettavisen og Bauer Media overtar hitlistene. In: Nettavisen. 11. April 2025, abgerufen am 27. April 2025 (norwegisch).
4. ↑  Månedens Låt - Spellemann. In: spellemann.no. 29. April 2025, abgerufen am 30. Mai 2025 (norwegisch).